# Iuri Libedinski
Iuri Nikolaevici Libedinski (n. 10 decembrie [S.V. 28 noiembrie] 1898 la Odesa - d. 24 noiembrie 1959 la Moscova) a fost un scriitor și critic literar rus.
Romanele sale se înscriu în zona ideologiei socialiste și au ca preocupare principală experiența interioară a personajelor.

## Scrieri
- 1923: Săptămâna ("Nedelia", Неделя)
- 1926: Comisarii ("Komisarî", Комиссары)
- 1930: Nașterea unui erou ("Rojdenie geroia", Рождение героя)
- 1947: Munți și oameni ("Gotî i liudi", Горы и люди).